# NGC 916
NGC 916 is een spiraalvormig sterrenstelsel in het sterrenbeeld Ram. Het hemelobject werd op 5 september 1864 ontdekt door de Duitse astronoom Albert Marth.

## Synoniemen
- PGC 9245
- MCG 4-6-34
- ZWG 483.43
- NPM1G +27.0095
- IRAS02231+2702